# Kuttainen
Kuttainen (Noord-Samisch: Guhttás) is een van de grote woonkernen binnen de Zweedse gemeente Kiruna. Van oorsprong is het een landbouwgebied langs de Muonio (Muonioälven) en een meander daarvan, die hier stromen. Aan de overzijde van de rivier ligt het Finse Kuttanen, een rechtstreekse verbinding is er echter niet, de rivier is daarvoor te wild. De snelste verbinding is eerst naar Karesuando, de grens oversteken en dan hetzelfde traject aan de andere kant van de rivier terug. Kuttainen ligt aan een zijweg van een van de weinige doorlopende wegen in de gemeente Kiruna; de Riksväg 99, die loopt tussen Karesuando en Haparanda.
Bestuurscentrum: Kiruna (Tätort)
Tätort: Jukkasjärvi · Karesuando · Kuttainen · Övre Soppero · Svappavaara · Vittangi
Småort: Abisko · Idivuoma · Kauppinen · Kurravaara · Lannavaara · Laxforsen · Masugnsbyn · Mertajärvi · Närvä · Paksuniemi · Piksinranta · Saivomuotka
Overig: Alalahti · Alttajärvi · Årosjåkk · Björkliden · Holmajärvi · Jänkänalusta · Kaalasjärvi · Kalixfors · Kattuvuoma · Käyrävuopio · Krokvik · Kuoksu · Lainio · Laukkusluspa · Luongaslompolo · Maunu · Merasjärvi · Nedre Soppero · Nurmasuanto · Paittasjärvi · Parakka · Piilijärvi · Pirttivuopio · Poikkijärvi · Puoltsa · Rautas · Rensjön · Salmi · Silkkimuotka · Stenbacken · Suijajärvi · Torneträsk · Tuolluvaara · Vassijaure · Viikusjärvi · Vittangi · Vivungi